# Orquesta del Hollywood Bowl

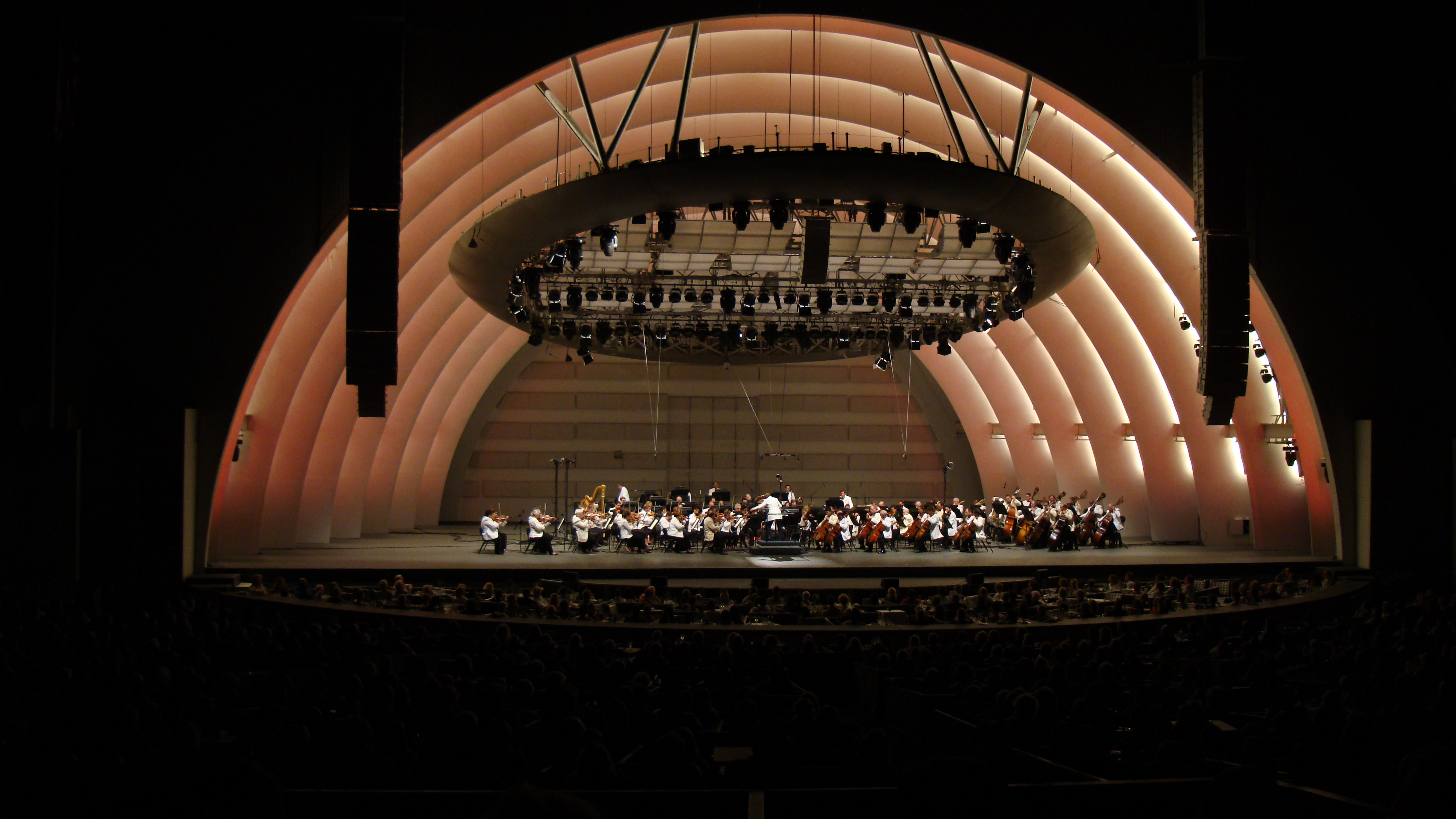
Hollywood Bowl

La Orquesta del Hollywood Bowl (en inglés Hollywood Bowl Orchestra o HBO por sus siglas) es una orquesta sinfónica gestionada por la Asociación de la Orquesta Filarmónica de Los Ángeles e interpreta la gran mayoría de veces en el Hollywood Bowl. 
John Mauceri dirigió la orquesta desde su fundación en 1990 hasta que dejó el cargo justo antes del inicio de la temporada 2006 del Hollywood Bowl. A lo largo de este tiempo, ocupó los cargos de Director orquestal, Director orquestal principal y, por último, Director. En la actualidad ostenta el título de Director Fundador.
Todavía no se ha encontrado un sustituto que reemplace las funciones que venía llevando Mauceri. En marzo de 2008, Thomas Wilkins fue nombrado Director principal invitado de la orquesta por un periodo de dos años comenzando el verano de 2008.